# In der Tiefe lauert der Tod
In der Tiefe lauert der Tod (Originaltitel: On Hostile Ground) ist ein amerikanisch-kanadischer Actionfilm des Regisseurs Mario Azzopardi aus dem Jahr 2000 mit John Corbett, Jessica Steen, Brittany Daniel, Andrew Kraulis und Peter Stebbings.

## Handlung
Wenige Tage vor der Mardi-Gras-Parade bricht am Stadtrand von New Orleans ein Abwasserschacht durch einen Höhleneinbruch ein und begräbt einen Arbeiter unter sich, der dort einen Kontrollgang durchführte.  Die Stadtverwaltung zeigt sich besorgt, da man kurz vor den Feierlichkeiten eine negative Presse fürchtet. Die Leiterin des Bauamtes, Allison Beauchamp, wird damit beauftragt, den Fall zu untersuchen. Sie bittet ihren Lebensgefährten, den Geologen Matt Andrews, um Hilfe, der nach einigem Zögern zusagt. Er arbeitete viele Jahre als erfahrener Leiter einer Mine, bis es dort zu einem Unfall kam, als einige seiner Mitarbeiter unsachgemäß mit Sprengstoff hantierten. Obwohl ihn keine Schuld traf, schwor er sich, nie wieder unter Tage zu arbeiten. Seiner Lebensgefährtin zuliebe beginnt er dennoch mit den Untersuchungen – sehr zum Missfallen des ehrgeizigen Pressesprechers Regan, der sich um das Event sorgt.
Allison beginnt unverzüglich mit den Untersuchungen und bittet daher Matt, ihre Cousine Cindy vom Flughafen der Stadt abzuholen. Sie ist vor vielen Jahren aus New Orleans weggezogen und nun zu Besuch, um an den Feierlichkeiten teilzunehmen. Die Drei verbringen einen zunächst unbeschwerten Abend in einer Bar, bei der Cindy auf ihren alten Freund Dalton trifft, den sie seit ihrer Kindheit nicht mehr gesehen hat. Er spielt als Musiker auf dem Fest und war in den Besuch eingeweiht. Als Geschenk für Cindy hat er zwei Plätze auf einem der Festwagen organisiert.
Zwischenzeitlich kommt es zu einem weiteren Zwischenfall in der Innenstadt, bei der beinahe eine Frau mit ihrem Kind in einem Erdloch versinkt. Beide kommen mit dem Schrecken davon, doch nun stellt sich die Frage, ob die Parade abgesagt werden sollte. Der Pressesprecher hat inzwischen von einem Mitarbeiter des Tiefbauamtes Fotos aus dem French Quarter erhalten, die deutliche Risse an einem Gebäude zeigen. Er leitet diese Information jedoch nicht weiter, sondern vernichtet seine Kopien. Der Bürgermeister fordert Allison auf, ein Gutachten zu erstellen, dem er folgen will. Regan verschweigt seine Erkenntnisse über die drohende Gefahr und übt Druck auf Allison auf. Er verdeutlicht ihr die Konsequenzen, wenn sie das Fest absagt und es zu keinem weiteren Zwischenfall komme. Allison beugt sich und empfiehlt dem Bürgermeister, das Fest stattfinden zu lassen. Auf Grund dieser Entscheidung kommt zu einem Streit mit Matt, der schnell eskaliert. Allison wirft ihm vor, zu vorsichtig zu sein und nach dem Vorfall in der Mine immer nach 100%iger Sicherheit zu streben, die es jedoch nicht gebe. Das sei auch der Grund, warum er sie nach über sieben Jahren gemeinsamer Beziehung immer noch nicht heiraten wolle.
Matt setzt dennoch seine Untersuchungen fort und entdeckt bei einer Grabung eine riesige Höhle unter dem French Quarter, über die der Festzug verlaufen wird. Er erkennt, dass weite Teile der Stadt durch einen unterirdischen Torfbrand gefährdet sind. Regenwasser hat die Brandreste ausgespült und so große Hohlräume entstehen lassen. Er schlägt Alarm und fordert den Bürgermeister anlässlich einer Krisensitzung auf, den Umzug abzusagen. Er regt an, den entstandenen Hohlraum mit Polyurethan aufzufüllen, um so eine Katastrophe zu verhindern. Der Bürgermeister lehnt es jedoch ab, das Fest abzusagen, da Matt nicht mit Gewissheit sagen kann, ob es zu einem weiteren Einbruch kommen wird. Gleichzeitig soll er den Hohlraum mit Hilfe der styroporähnlichen Substanz versiegeln.
Cindy und Dalton bereiten sich derweil auf ihre Teilnahme am Umzug vor. Sie verkleiden sich als Engel und fahren ausgelassen auf einem der Wagen mit. Matt steigt erneut in den Hohlraum und weist die Arbeiter an, mit einer Bohrung das Polyurethan in den Hohlraum einzufüllen. Bei seinen Untersuchungen entdeckt er jedoch, dass unter der gesamten Stadt ein noch viel größerer Hohlraum vorhanden ist. Er versucht vergeblich, den Bürgermeister zu warnen.
Die Parade beginnt und kurz darauf zeigen sich erste Risse im Boden des French Quarter. Der Boden gibt nach und einige Fahrzeuge sowie angrenzende Häuser werden in die Tiefe gerissen. Cindy und Dalton laufen im letzten Moment in eine Bar und werden dort von herabfallenden Trümmern verschüttet. Cindy überlebt unverletzt, während sich Dalton einen Arm bricht. Beide werden in letzter Minute von Feuerwehrleuten gefunden und gerettet. Regan wird von Pressesprechern zu den Vorfällen befragt. Er streitet jegliche Verantwortung ab, bis ein Mitarbeiter des Tiefbauamtes erneut die Fotos präsentiert. Daraufhin schweigt Regan und wird von einem Polizisten zum Bürgermeister zitiert.
Matt beginnt mit den Vorbereitungen zum Verfüllen des Untergrundes, als ihm der Rückweg aus dem Höhlenlabyrinth verschüttet wird und er in der Falle sitzt. Er drängt darauf, mit dem Verfüllen zu beginnen, obwohl dies seinen eigenen Tod bedeuten würde. Notgedrungen gibt die herbeigeeilte Allison das Signal, die Pumpen für das Polyurethan anzustellen. Matt flieht vor der aufsteigenden Masse, die sich in den Hohlräumen ausdehnt. Dabei verliert er jedoch seinen Peilsender und so glaubt Allison, dass er in der Masse umgekommen ist. Matt kann in letzter Sekunde eine Sprengladung in einem  verbleibenden Hohlraum anbringen und sich so den Weg in die Freiheit bahnen. Überglücklich sind Matt und Allison sowie Cindy und Dalton wieder vereint. Matt bittet Dalton, auf der anstehenden Hochzeit von ihm und Allison zu spielen.

## Erstaufführung
- Der Film wurde in Deutschland erstmals am 2. Mai 2004 auf RTL II gezeigt.

## Kritik
„Der Billigstreifen bietet lachhafte Action, nimmt sich aber furchtbar ernst.“

„Mediokrater Katastrophenfilm mit lächerlicher Story, vertrautem Handlungsschema und überaus dürftigen Spezialeffekten.“